# Limite di una funzione
In matematica, il limite di una funzione in un punto di accumulazione per il suo dominio esprime la quantità a cui tende il valore assunto dalla funzione all'avvicinarsi del suo argomento a quel punto. Indicando con {\displaystyle f(x)} la funzione e con {\displaystyle x_{0}} il punto di accumulazione, il limite viene indicato con:
{\displaystyle \lim _{x\to x_{0}}f(x)}
e si legge "limite di {\displaystyle f(x)} per {\displaystyle x} che tende a {\displaystyle x_{0}}". In altri termini, {\displaystyle \lim _{x\to x_{0}}f(x)=l} significa che quando il valore di {\displaystyle x} si avvicina a {\displaystyle x_{0}} ({\displaystyle x\to x_{0}}), il valore {\displaystyle f(x)} assunto dalla funzione si avvicina a  {\displaystyle l}, cioè {\displaystyle f(x)\to l}. Il valore {\displaystyle l} può essere finito ({\displaystyle l\in \mathbb {R} }), infinito ({\displaystyle \pm \infty }), o non esistere. Il limite rappresenta in un certo senso il comportamento di un oggetto matematico quando una o più variabili del suo dominio tendono ad assumere un determinato valore.
Il concetto di limite di una funzione viene generalizzato da quello di limite di un filtro, mentre un caso particolare è quello di limite di una successione di punti in uno spazio topologico.

## Definizione
Siano dati una funzione {\displaystyle f\colon X\to \mathbb {R} } definita su un sottoinsieme {\displaystyle X} della retta reale {\displaystyle \mathbb {R} }, e un punto di accumulazione {\displaystyle x_{0}} di {\displaystyle X}. Un numero reale {\displaystyle l} è il limite di {\displaystyle f(x)} per {\displaystyle x} tendente a {\displaystyle x_{0}} se, fissato arbitrariamente un valore {\displaystyle \varepsilon } della distanza fra {\displaystyle f(x)} e {\displaystyle l}, si riesce a trovare, in corrispondenza di questo, un valore {\displaystyle \delta } della distanza tra {\displaystyle x} ed {\displaystyle x_{0}} per il quale per tutti gli {\displaystyle x}, escluso {\displaystyle x_{0}}, che distano da {\displaystyle x_{0}} meno di {\displaystyle \delta }, si ha che {\displaystyle f(x)} disti da {\displaystyle l} meno di {\displaystyle \varepsilon }.
La distanza fra i punti è misurata usando il valore assoluto della differenza: quindi {\displaystyle |x-x_{0}|} è la distanza fra {\displaystyle x} e {\displaystyle x_{0}} e {\displaystyle |f(x)-l|} è la distanza fra {\displaystyle f(x)} e {\displaystyle l}. I concetti di "fissato arbitrariamente" e "si riesce a trovare" sono espressi formalmente, rispettivamente, con i quantificatori "per ogni" (quantificatore universale) ed "esiste" (quantificatore esistenziale).
La definizione formale metrica di limite stabilisce che {\displaystyle l} è il limite di {\displaystyle f(x)} per {\displaystyle x} che tende a {\displaystyle x_{0}} se per ogni numero reale {\displaystyle \varepsilon >0} esiste un altro numero reale positivo {\displaystyle \delta } tale che se {\displaystyle 0<|x-x_{0}|<\delta ,} allora {\displaystyle |f(x)-l|<\varepsilon }, o con formalismo puramente matematico
{\displaystyle \forall \varepsilon >0\;\;\exists \delta >0\;:\;0<|x-x_{0}|<\delta \Rightarrow |f(x)-l|<\varepsilon ,}
che è riassunto dalla scrittura:
{\displaystyle \lim _{x\to x_{0}}f(x)=l.}
La definizione topologica, equivalente a quella metrica, usa il concetto di intorno è: {\displaystyle l} è limite se per ogni intorno {\displaystyle U} di {\displaystyle l} in {\displaystyle \mathbb {R} } esiste un intorno {\displaystyle V} di {\displaystyle x_{0}} in {\displaystyle \mathbb {R} } tale che {\displaystyle f(x)} appartiene a {\displaystyle U} per ogni {\displaystyle x\neq x_{0}} in {\displaystyle V\cap X}. Il punto {\displaystyle x_{0}} non è necessariamente contenuto nel dominio di {\displaystyle f}. Il punto è comunque escluso nella definizione di limite, poiché il limite deve dipendere soltanto dai valori di {\displaystyle f} in punti arbitrariamente vicini a {\displaystyle x_{0}} ma non dal valore che {\displaystyle f} assume in {\displaystyle x_{0}}: per questo motivo si chiede che {\displaystyle |x-x_{0}|} sia maggiore di zero.
La definizione di cui sopra è quella maggiormente utilizzata al giorno d'oggi. Tuttavia, nella seconda metà del XX secolo una revisione dei concetti basilari di topologia ha indotto alcuni illustri studiosi a proporre una definizione modificata di limite. Se infatti {\displaystyle x_{0}} è più in generale punto di aderenza per l'insieme {\displaystyle X}, allora si dice che {\displaystyle l} è limite se per ogni numero reale {\displaystyle \varepsilon >0} esiste {\displaystyle \delta >0} tale che {\displaystyle |f(x)-l|<\varepsilon } ogni volta che {\displaystyle |x-x_{0}|<\delta }. La condizione {\displaystyle x\neq x_{0}} viene quindi a mancare. La definizione riformata non modifica i limiti tradizionali come ad esempio la definizione di derivata, ma tratta in modo diverso alcuni casi "patologici". Si osservi che la condizione di aderenza di {\displaystyle x_{0}} a {\displaystyle X} è condizione necessaria e sufficiente affinché il limite, inteso con la definizione riformata, sia unico. Inoltre, utilizzando questa definizione la continuità diventa un caso particolare di limite a tutti gli effetti: infatti si vede facilmente che {\displaystyle f} continua in {\displaystyle x_{0}}, punto del suo dominio, equivale a dire che {\displaystyle f} ammette limite {\displaystyle l=f(x_{0})} in {\displaystyle x_{0}}. Vari altri classici risultati assumono una forma più semplificata assumendo la definizione riformata di limite: ad esempio il teorema del passaggio al limite in una funzione composta vale sotto le ipotesi più naturali possibili.

### Estensione al caso infinito
La definizione di limite viene normalmente estesa per considerare anche i casi in cui {\displaystyle x_{0}} e/o {\displaystyle l} sono infiniti.
La funzione {\displaystyle f} ha limite {\displaystyle +\infty } in un punto finito {\displaystyle x_{0}} se per ogni numero reale {\displaystyle N>0} esiste un altro numero reale {\displaystyle \delta >0} tale che {\displaystyle f(x)>N} per ogni {\displaystyle x} in {\displaystyle X} con {\displaystyle 0<|x-x_{0}|<\delta }, ossia
{\displaystyle \forall N>0\;\;\exists \delta >0\;:\;0<|x-x_{0}|<\delta \Rightarrow f(x)>N,}
che in maniera più sintetica si scrive:
{\displaystyle \lim _{x\to x_{0}}f(x)=+\infty .}
Analogamente si definisce il limite {\displaystyle -\infty } sostituendo {\displaystyle f(x)>N} con {\displaystyle f(x)<-N}.

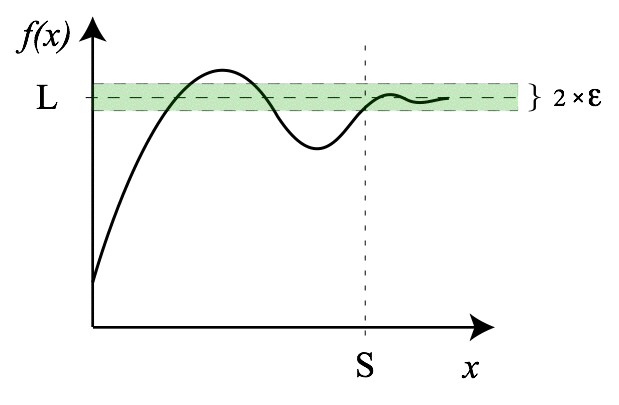
Il limite per è.

Per definire il limite per {\displaystyle x_{0}\to +\infty }, è ancora necessario che {\displaystyle +\infty } sia un "punto di accumulazione" per il dominio {\displaystyle X}: questo si traduce nella richiesta che {\displaystyle X} contenga valori arbitrariamente grandi, cioè che il suo estremo superiore sia infinito:
{\displaystyle \sup X=+\infty .}
In questo caso, un numero finito {\displaystyle l\in \mathbb {R} } è limite di {\displaystyle f} per {\displaystyle x\to +\infty } se per ogni numero reale {\displaystyle \varepsilon >0} esiste un altro numero reale {\displaystyle S>0} tale che {\displaystyle |f(x)-l|<\varepsilon } per ogni {\displaystyle x} in {\displaystyle X} con {\displaystyle x>S}, ossia
{\displaystyle \forall \varepsilon >0\;\;\exists S>0\;:\;x>S\Rightarrow |f(x)-l|<\varepsilon ,}
che in maniera più sintetica si scrive:
{\displaystyle \lim _{x\to +\infty }f(x)=l.}
Analogamente si definisce il limite per {\displaystyle x\to -\infty }, sostituendo {\displaystyle x>S} con {\displaystyle x<-S}.
Resta quindi da esaminare il caso in cui entrambi {\displaystyle x_{0}} e {\displaystyle l} sono infiniti. La funzione {\displaystyle f} ha limite {\displaystyle +\infty } per {\displaystyle x\to +\infty } se per ogni numero reale {\displaystyle N>0} esiste un altro numero reale {\displaystyle S>0} tale che {\displaystyle f(x)>N} per ogni {\displaystyle x} in {\displaystyle X} con {\displaystyle x>S}, ossia
{\displaystyle \forall N>0\;\;\exists S>0\;:\;x>S\Rightarrow f(x)>N,}
che in maniera più sintetica si scrive:
{\displaystyle \lim _{x\to +\infty }f(x)=+\infty .}
In maniera analoga si definiscono i casi in cui {\displaystyle x_{0}\to -\infty } e/o {\displaystyle f(x)\to -\infty }.

### Retta estesa e definizione generale
Tutte queste definizioni possono essere raggruppate elegantemente in una sola proposizione: per questo scopo, è sufficiente estendere la retta reale {\displaystyle \mathbb {R} } alla retta reale estesa:
{\displaystyle \mathbb {R} ^{*}=\mathbb {R} \cup \lbrace -\infty ,+\infty \rbrace }
ottenuta aggiungendo due punti {\displaystyle -\infty } e {\displaystyle +\infty }. La retta reale estesa è un insieme ordinato e uno spazio topologico. Il concetto di intorno si estende quindi alla retta reale estesa: gli intorni di {\displaystyle +\infty } sono tutti gli insiemi che contengono una semiretta {\displaystyle (a,+\infty )}, per qualche {\displaystyle a}.
In questo modo, si possono riunire tutte le definizioni precedenti in una sola proposizione, ottenuta sostituendo {\displaystyle \mathbb {R} } con {\displaystyle \mathbb {R} ^{*}} nella definizione che usa gli intorni. Sia quindi {\displaystyle f\colon X\to \mathbb {R} ^{*}} una funzione definita su un insieme {\displaystyle X} di {\displaystyle \mathbb {R} ^{*}}, e sia {\displaystyle x_{0}} un punto di accumulazione per {\displaystyle X}. Un valore {\displaystyle l} in {\displaystyle \mathbb {R} ^{*}} è limite di {\displaystyle f} in {\displaystyle x_{0}} se per ogni intorno {\displaystyle U} di {\displaystyle l} in {\displaystyle \mathbb {R} ^{*}} esiste un intorno {\displaystyle V} di {\displaystyle x_{0}} in {\displaystyle \mathbb {R} ^{*}} tale che {\displaystyle f(x)} appartiene a {\displaystyle U} per ogni {\displaystyle x\neq x_{0}} in {\displaystyle V\cap X}.
Per il teorema di unicità del limite, una funzione può avere un limite (finito o infinito) in {\displaystyle x_{0}} oppure nessuno (non può quindi averne più di uno).

### Terminologia
Se il limite per {\displaystyle x\to x_{0}} di {\displaystyle f(x)} è 0, {\displaystyle f(x)} si dice infinitesima o convergente in {\displaystyle x_{0}}. D'altro canto, se {\displaystyle f(x)} tende a {\displaystyle \pm \infty } è detta divergente. Se {\displaystyle x_{0}} è contenuto nel dominio {\displaystyle X} di {\displaystyle f}, e se vale
{\displaystyle \lim _{x\to x_{0}}f(x)=f(x_{0}),}
allora la funzione è continua in {\displaystyle x_{0}}. La nozione di continuità è molto importante in matematica: intuitivamente, una funzione continua in {\displaystyle x_{0}} ha il grafico che "non fa salti" intorno al punto, quindi può essere disegnato manualmente senza staccare mai la penna dal foglio: in ogni punto {\displaystyle x_{0}} del suo dominio, la {\displaystyle f} assume in {\displaystyle x_{0}} il valore del suo limite per {\displaystyle x\to x_{0}}. Altrimenti, la funzione ha in {\displaystyle x_{0}} un punto di discontinuità.

## Esempi
Sono qui elencati alcuni esempi.
- La funzione {\displaystyle f(x)=x^{2}} è continua in {\displaystyle x_{0}=3}, perché il suo valore {\displaystyle f(3)=3^{2}=9} coincide con il valore ottenuto come limite:

{\displaystyle \lim _{x\to 3}x^{2}=9.}
- Quanto {\displaystyle x} diventa molto grande, il valore {\displaystyle 1/x} diventa arbitrariamente piccolo, e tende quindi a zero:

{\displaystyle \lim _{x\to \infty }{\frac {1}{x}}=0.}
- Quando {\displaystyle x} diventa molto grande, il valore {\displaystyle x^{3}} diventa arbitrariamente grande, e tende quindi a {\displaystyle +\infty }:

{\displaystyle \lim _{x\to +\infty }x^{3}=+\infty .}
- La funzione seno oscilla indefinitamente fra {\displaystyle -1} e {\displaystyle +1}, e quindi non tende a nessun limite preciso per {\displaystyle x\to \infty }. Quest'affermazione si dimostra formalmente grazie al primo teorema delle restrizioni: siccome la restrizione del seno ai valori {\displaystyle {\tfrac {\pi }{2}}+2k\pi } è costantemente {\displaystyle 1} e la restrizione a {\displaystyle -{\tfrac {\pi }{2}}+2k\pi } è costantemente {\displaystyle -1}, la funzione seno non può ammettere limite globale. Quindi:

{\displaystyle \lim _{x\to +\infty }\sin x={\rm {indefinito}}}
o più rigorosamente:
{\displaystyle \nexists \lim _{x\to +\infty }\sin x.}

## Limite destro, sinistro, per eccesso, per difetto
Per avere informazioni più precise è a volte utile utilizzare i concetti di limite destro e limite sinistro, definiti tramite la nozione di intorno destro e sinistro.
Un intorno destro di un punto {\displaystyle x_{0}} della retta estesa {\displaystyle \mathbb {R} ^{*}} è un intervallo del tipo {\displaystyle [x_{0},x_{0}+r)} con {\displaystyle r>0}. Analogamente, un intorno sinistro è un intervallo del tipo {\displaystyle (x_{0}-r,x_{0}]}. In particolare, gli intorni di {\displaystyle -\infty } sono tutti destri e quelli di {\displaystyle +\infty } sono sinistri.
A questo punto, sia {\displaystyle f\colon X\to \mathbb {R} } con {\displaystyle x_{0}} punto di accumulazione per {\displaystyle X}. Un valore {\displaystyle l} della retta estesa è limite destro per {\displaystyle f} in {\displaystyle x_{0}} se per ogni intorno {\displaystyle U} di {\displaystyle l} esiste un intorno destro {\displaystyle V^{+}} di {\displaystyle x_{0}} tale che {\displaystyle f(x)} appartiene a {\displaystyle U} per ogni {\displaystyle x} in {\displaystyle V^{+}\cap X}.
Il limite sinistro è definito in modo analogo. I limiti sinistro e destro (se esistono) vengono descritti rispettivamente come:
{\displaystyle \lim _{x\to x_{0}^{-}}f(x),\qquad \lim _{x\to x_{0}^{+}}f(x).}
Vale il risultato seguente:  se  {\displaystyle x_{0}} è un punto di accumulazione sia destro sia sinistro del dominio {\displaystyle X}, allora esiste il limite di una funzione in {\displaystyle x_{0}} se e solo se esistono limite destro e limite sinistro, e questi due coincidono.

La funzione gradino di Heaviside ha un salto in, poiché i limiti sinistro e destro non coincidono.

Ad esempio, la funzione gradino {\displaystyle f} mostrata in figura ha limite sinistro e destro in {\displaystyle x_{0}=0}, ma questi non coincidono: quindi non ha limite in {\displaystyle x_{0}=0}:
{\displaystyle \lim _{x\to 0^{-}}f(x)=0,\qquad \lim _{x\to 0^{+}}f(x)=1}
Le nozioni di limite per difetto e per eccesso vengono definite in modo analogo, sostituendo l'intorno {\displaystyle U} di {\displaystyle l} con intorni destri e sinistri. I limiti per difetto e per eccesso (se esistono) possono essere indicati con un piccolo abuso di linguaggio nel modo seguente:
{\displaystyle l^{+}=\lim _{x\to x_{0}^{+}}f(x),\qquad l^{-}=\lim _{x\to x_{0}^{-}}f(x).}

## Proprietà di base

### Limitatezza locale
Per il teorema di limitatezza locale, una funzione che ha limite finito in {\displaystyle x_{0}} è limitata in un intorno di {\displaystyle x_{0}}, ovvero esistono un numero {\displaystyle K>0} e un intorno {\displaystyle V} di {\displaystyle x_{0}} tale che {\displaystyle |f(x)|<K} per ogni {\displaystyle x} del dominio contenuto in {\displaystyle V}.
D'altra parte, una successione limitata in un intorno di {\displaystyle x_{0}} non ha necessariamente limite in {\displaystyle x_{0}}: ad esempio la funzione gradino è ovunque limitata, ma non ha limite in zero.

### Permanenza del segno
Per il teorema di permanenza del segno, se una funzione ha limite {\displaystyle l>0} strettamente positivo in {\displaystyle x_{0}}, allora assume valori strettamente positivi per ogni {\displaystyle x} sufficientemente vicino a {\displaystyle x_{0}}. In altre parole, esiste un intorno {\displaystyle V} di {\displaystyle x_{0}} tale che {\displaystyle f(x)>0} per ogni {\displaystyle x} del dominio in {\displaystyle V} diversa da {\displaystyle x_{0}}.
Analogamente, una funzione che ha limite {\displaystyle l<0} strettamente negativo ha valori strettamente negativi per tutti gli {\displaystyle x} sufficientemente vicini a {\displaystyle x_{0}}. Una funzione che ha limite {\displaystyle l=0} può assumere vicino a {\displaystyle x_{0}} valori di entrambi i segni (ad esempio la funzione {\displaystyle f(x)=x} con {\displaystyle x_{0}=0}).

## Confronto fra funzioni
Siano {\displaystyle f} e {\displaystyle g} due funzioni definite su un dominio {\displaystyle X}, con {\displaystyle x_{0}} punto di accumulazione per {\displaystyle X}. Se {\displaystyle f(x)\geq g(x)} per ogni {\displaystyle x} del dominio in un intorno {\displaystyle V} di {\displaystyle x_{0}} e se entrambe le funzioni hanno limite in {\displaystyle x_{0}}, allora vale:
{\displaystyle \lim _{x\to x_{0}}f(x)\geq \lim _{x\to x_{0}}g(x).}
Questo risultato è ottenuto applicando il teorema di permanenza del segno alla differenza {\displaystyle f-g}.

### Teorema del confronto (o dei carabinieri)
Il teorema del confronto (o dei carabinieri) asserisce che una funzione "stretta fra due successioni" convergenti allo stesso limite converge anch'essa a questo limite. Formalmente, se {\displaystyle f,g} e {\displaystyle h} sono tre funzioni definite su un dominio {\displaystyle X} con punto di accumulazione {\displaystyle x_{0}}, tali che
{\displaystyle f(x)\leqslant g(x)\leqslant h(x)}
per ogni {\displaystyle x\neq x_{0}} del dominio in un intorno di {\displaystyle x_{0}}, e tali che
{\displaystyle \lim _{x\to x_{0}}f(x)=\lim _{x\to x_{0}}h(x)=l,}
allora vale anche
{\displaystyle \lim _{x\to x_{0}}g(x)=l.}
Viene detto "dei carabinieri" perché {\displaystyle f(x)} e {\displaystyle h(x)} vengono immaginati come i due carabinieri che portano in cella {\displaystyle g(x)} cioè il criminale, oppure perché si immaginano due carabinieri che cercano di catturare un criminale da due lati opposti, esso tenderà, insieme ai carabinieri (le funzioni esterne), allo stesso punto.

## Operazioni con i limiti
Funzioni aventi lo stesso dominio possono essere sommate o moltiplicate. In molti casi è possibile determinare il limite della funzione risultante dai limiti delle singole funzioni.
Siano {\displaystyle f} e {\displaystyle g} due funzioni con lo stesso dominio {\displaystyle X}, e {\displaystyle x_{0}} un punto di accumulazione per {\displaystyle X}. Se esistono i limiti:
{\displaystyle \lim _{x\to x_{0}}f(x)=l_{1},\qquad \lim _{x\to x_{0}}g(x)=l_{2},}
allora:
- {\displaystyle \lim _{x\to x_{0}}(c\cdot f(x))=c\cdot l_{1},\qquad \forall c\in \mathbb {R} ;}
- {\displaystyle \lim _{x\to x_{0}}(f(x)\pm g(x))=l_{1}\pm l_{2};}
- {\displaystyle \lim _{x\to x_{0}}(f(x)\cdot g(x))=l_{1}\cdot l_{2};}
- {\displaystyle \lim _{x\to x_{0}}{1 \over f(x)}={1 \over l_{1}},\qquad {\mbox{se }}l_{1}\neq 0;}
- {\displaystyle \lim _{x\to x_{0}}{f(x) \over g(x)}={l_{1} \over l_{2}},\qquad {\mbox{se }}l_{2}\neq 0.}

Alcune delle uguaglianze elencate sono estendibili ai casi in cui {\displaystyle l_{1}} e/o {\displaystyle l_{2}} sia infinito.

## Spazi metrici
Il concetto di limite è generalizzato a ogni funzione {\displaystyle f\colon X\to Y} fra spazi metrici {\displaystyle X} e {\displaystyle Y} nel modo seguente. Se {\displaystyle x_{0}} è un punto di {\displaystyle X}, un valore {\displaystyle y_{0}} di {\displaystyle Y} è limite di {\displaystyle f(x)} per {\displaystyle x\to x_{0}} se {\displaystyle f(x)} si avvicina arbitrariamente a {\displaystyle y_{0}} quando {\displaystyle x} si avvicina a {\displaystyle x_{0}}. Formalmente, se per ogni {\displaystyle \varepsilon >0} esiste {\displaystyle \delta >0} tale che {\displaystyle d(f(x),y_{0})<\varepsilon } per ogni {\displaystyle x} con {\displaystyle 0<d(x,x_{0})<\delta }. In questo caso si scrive:
{\displaystyle \lim _{x\to x_{0}}f(x)=y_{0}.}
Continua a valere il teorema di unicità del limite: una funzione non può tendere a due limiti diversi in un punto.

## Spazi topologici
Siano {\displaystyle (X,\tau )} e {\displaystyle (Y,\psi )} due spazi topologici e siano {\displaystyle A\subseteq X}, {\displaystyle x_{0}} un elemento della chiusura di {\displaystyle A} in {\displaystyle X},  {\displaystyle l\in Y}. 
Data {\displaystyle f\colon A\to Y} un'applicazione si dice che {\displaystyle l} è un limite di {\displaystyle f(x)} per  {\displaystyle x\to x_{0}} in {\displaystyle A}, e si scrive {\displaystyle l\in \lim _{x\to x_{0}}f(x)} se:
{\displaystyle {\begin{aligned}F\colon A\cup \{x_{0}\}&\longrightarrow Y\\x&\longmapsto {\begin{cases}f(x)&{\text{se }}x\in A-\{x_{0}\},\\l&{\text{se }}x=x_{0},\end{cases}}\end{aligned}}}
è continua in {\displaystyle x_{0}} con {\displaystyle A\cup \{x_{0}\}} dotato della topologia indotta da {\displaystyle \tau } e {\displaystyle Y} dotato della topologia {\displaystyle \psi }.
Inoltre se {\displaystyle x_{0}} punto di accumulazione di {\displaystyle A} in {\displaystyle X} e lo spazio {\displaystyle (Y,\psi )} è di Hausdorff, allora l'insieme {\displaystyle \lim _{x\to x_{0}}f(x)} ha al più un elemento (unicità del limite).

## Funzioni reali a più variabili
Lo spazio euclideo {\displaystyle \mathbb {R} ^{n}} è uno spazio metrico, con la metrica euclidea. Quindi la definizione di limite per spazi metrici si applica a qualsiasi funzione:
{\displaystyle f\colon X\to \mathbb {R} ^{m},}
dove {\displaystyle X} è un qualsiasi sottoinsieme di {\displaystyle \mathbb {R} ^{n}}.

## Funzioni complesse
Una funzione complessa {\displaystyle f\colon \mathbb {C} \to \mathbb {C} } può essere interpretata come funzione:
{\displaystyle f\colon \mathbb {R} ^{2}\rightarrow \mathbb {R} ^{2}.}
In questo modo è quindi anche definito il limite per funzioni fra insiemi di numeri complessi.